# 孔多爾瓦因山
10°33′10″S 76°49′51″W / 10.55278°S 76.83083°W
孔多爾瓦因山（Condor Huayin），是秘魯的山峰，位於該國中南部利馬大區的奧永省，處於勞拉山脈西南面，屬於安第斯山脈的一部分，海拔高度5,000米。